# Philip Whalen
Philip Whalen (Portland, 20 ottobre 1923 – San Francisco, 26 giugno 2002) è stato un poeta statunitense.
Seguace del Buddhismo Zen, fu una delle figure chiave dei movimenti del San Francisco Renaissance e della Beat Generation.

## Biografia
Nato a Portland, Whalen visse a The Dalles dall'età di quattro anni in poi, fino a quando nel 1941 tornò a Portland. Durante la seconda guerra mondiale prestò servizio nelle forze aeree . Frequentò quindi il Reed College, dove conobbe Gary Snyder e Lew Welch, e si laureò nel 1951. Fu uno dei protagonisti della celebre lettura pubblica detta Six Gallery reading del 1955 che portò all'attenzione del pubblico i poeti Beat della West Coast. Il personaggio immaginario di Warren Coughlin de I vagabondi del Dharma di Jack Kerouac è in buona parte ispirato a lui.
Whalen si interessò per la prima volta alle religioni orientali accostandosi al Vedānta. Dopo aver lasciato le armi nel 1946, visitò il circolo Vedanta di Portland, ma presto il suo interesse si rivolse al Buddismo tibetano, che trovò "inutilmente complicato". Successivamente, grazie ai libri di D. T. Suzuki prestatigli da Gary Snyder nel 1952, Whalen trovò la propria via diventando seguace del Buddhismo Zen.
Nel 1966 e nel 1967 visse a Kyoto, lavorando come insegnante di inglese. Scrisse quaranta poesie e un secondo romanzo, praticando lo zen quotidianamente.
Rientrato negli Stati Uniti frequentò lo San Francisco Zen Center, diventando allievo di Zentatsu Richard Baker nel 1972. L'anno seguente si fece monaco. Diventò capo della comunità di Dharma Sangha a Santa Fe nel 1984. Nel 1991, tornò a San Francisco per dirigere l'Hartford Street Zen Center finché la sua salute non lo costrinse a ritirarsi.